# Do you want to dance (Freeman)
Do You Want to Dance? is een door Bobby Freeman in 1958 geschreven en gezongen rock-'n-roll-single, uitgebracht in hetzelfde jaar. Freeman was destijds nog maar 17 jaar oud, maar had wel al enkele andere nummers geschreven en als demo opgenomen. Toen platenbaas Mortimer Palitz van Juiblee Records het nummer "Do you want to dance?" hoorde, contracteerde hij Freeman bij Jubilee, waarna het nummer bij Jubilee Records werd opgenomen. Later werd het bewerkt, onder meer door het toevoegen van muziekpartijen door studiomuzikanten als gitarist Billy Mure, om vervolgens in maart van 1958 uitgebracht te worden onder het "Josie"-platenlabel, een dochterbedrijf van Jubilee Records. In nog datzelfde jaar steeg het nummer in snel tempo naar de vijfde plaats op de Amerikaanse Billboard Hot 100 hitlijst en bereikte zelfs de tweede plaats op de (eveneens Amerikaanse) R&B Chart.

## Andere uitvoeringen
Freemans ''Do You Want to Dance?" is in de daaropvolgende jaren vele malen met wisselend succes door andere artiesten en gelegenheidsformaties opnieuw opgenomen en uitgebracht, onder meer door grote namen zoals Cliff Richard & the Shadows, The Beach Boys, Bette Midler en John Lennon.
Er zijn tot op heden uiteindelijk meer dan 70 covers van het nummer uitgebracht, waarbij soms de titel en het hoofdlettergebruik daarin varieerde. Zo werd soms het vraagteken weggelaten, werd "want to" samengetrokken tot "wanna" (zoals in de uitvoering van The Beach Boys, of werden niet alle naamwoorden met een beginnende hoofdletter geschreven. Bette Midlers uitvoering uit 1972 was de eerste die door een geheel ander arrangement niet als rock-'n-roll-nummer maar als jazz of een ballad werd beschouwd.
Voor een overzicht van artikelen over andere uitvoeringen van het door Freeman geschreven nummer (of van gelijknamige artikelen), zie het overzicht van gelijknamige artikelen of de externe link hieronder.
Het gelijknamige nummer "Do you wanna dance?" van Barry Blue uit 1973 is géén cover van Freemans single, maar een geheel ander nummer uit het glamrock-genre.

## Hitnotering

### Evergreen Top 1000
| Evergreen Top 1000 "Do You Wanna Dance (Cliff Richard)" | Evergreen Top 1000 "Do You Wanna Dance (Cliff Richard)" | Evergreen Top 1000 "Do You Wanna Dance (Cliff Richard)" | Evergreen Top 1000 "Do You Wanna Dance (Cliff Richard)" | Evergreen Top 1000 "Do You Wanna Dance (Cliff Richard)" | Evergreen Top 1000 "Do You Wanna Dance (Cliff Richard)" | Evergreen Top 1000 "Do You Wanna Dance (Cliff Richard)" | Evergreen Top 1000 "Do You Wanna Dance (Cliff Richard)" | Evergreen Top 1000 "Do You Wanna Dance (Cliff Richard)" | Evergreen Top 1000 "Do You Wanna Dance (Cliff Richard)" | Evergreen Top 1000 "Do You Wanna Dance (Cliff Richard)" | Evergreen Top 1000 "Do You Wanna Dance (Cliff Richard)" | Evergreen Top 1000 "Do You Wanna Dance (Cliff Richard)" | Evergreen Top 1000 "Do You Wanna Dance (Cliff Richard)" | Evergreen Top 1000 "Do You Wanna Dance (Cliff Richard)" | Evergreen Top 1000 "Do You Wanna Dance (Cliff Richard)" |
| Jaar                                                    | 2008                                                    | 2009                                                    | 2010                                                    | 2011                                                    | 2012                                                    | 2013                                                    | 2014                                                    | 2015                                                    | 2016                                                    | 2017                                                    | 2018                                                    | 2019                                                    | 2020                                                    | 2021                                                    | 2022                                                    |
| ------------------------------------------------------- | ------------------------------------------------------- | ------------------------------------------------------- | ------------------------------------------------------- | ------------------------------------------------------- | ------------------------------------------------------- | ------------------------------------------------------- | ------------------------------------------------------- | ------------------------------------------------------- | ------------------------------------------------------- | ------------------------------------------------------- | ------------------------------------------------------- | ------------------------------------------------------- | ------------------------------------------------------- | ------------------------------------------------------- | ------------------------------------------------------- |
| Positie                                                 | 19                                                      | 62                                                      | 31                                                      | 34                                                      | 43                                                      | 107                                                     | 158                                                     | 141                                                     | 220                                                     | 323                                                     | 643                                                     | 778                                                     | 634                                                     | -                                                       | -                                                       |

### NPO Radio 2 Top 2000
| Nummer met noteringen in de NPO Radio 2 Top 2000 | '99 | '00 | '01 | '02  | '03  | '04  | '05  | '06  | '07  | '08  | '09  |
| ------------------------------------------------ | --- | --- | --- | ---- | ---- | ---- | ---- | ---- | ---- | ---- | ---- |
| Do you want to dance                             | 644 | 881 | 749 | 1450 | 1334 | 1342 | 1375 | 1478 | 1412 | 1364 | 1623 |

1. ↑  Een vetgedrukt getal geeft de hoogste notering aan.
2. ↑  Deze tabel is bijgewerkt tot en met de laatste editie (2024).